# Hassan Taha

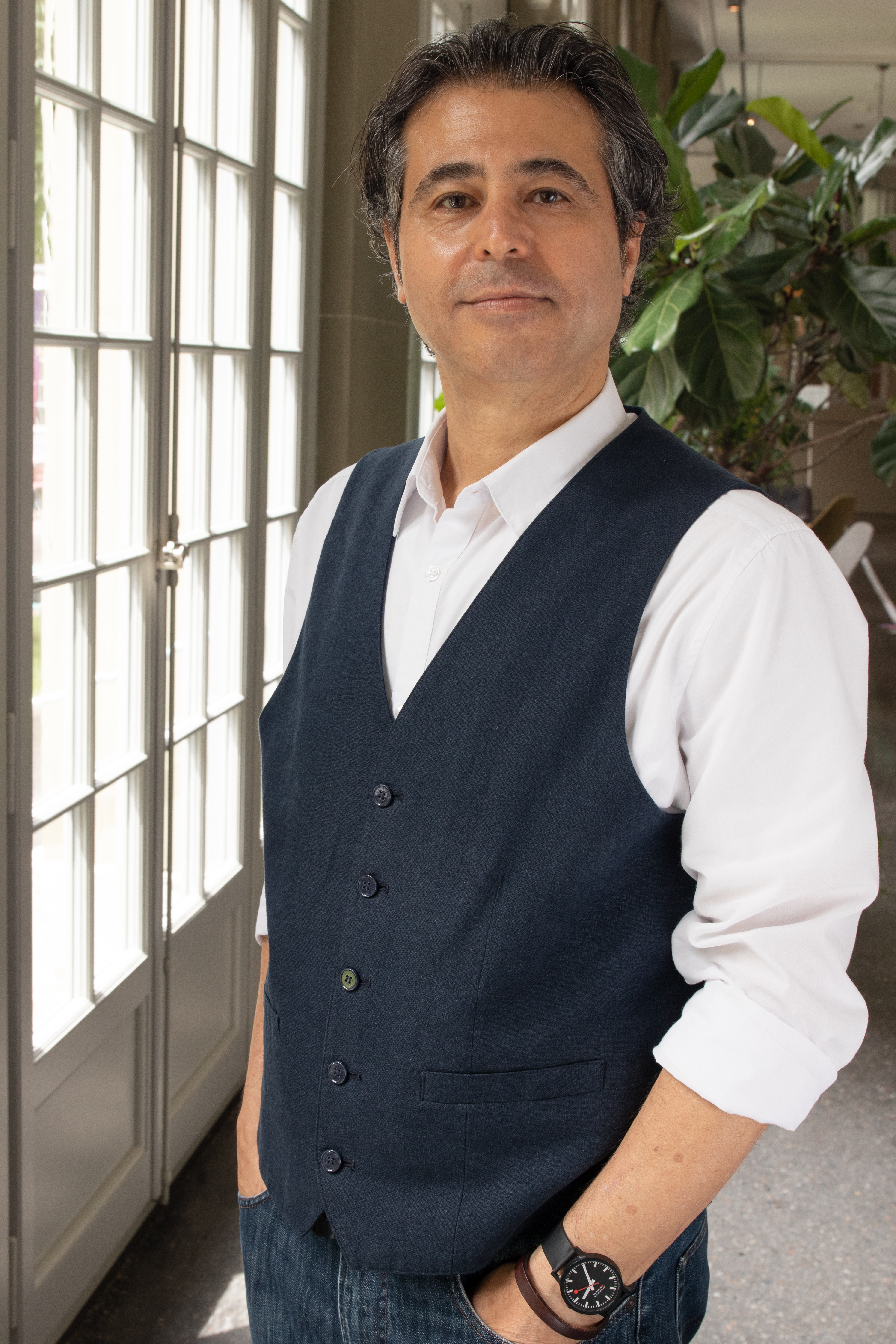
Hassan Taha (2019)

Hassan Taha (arabisch حسان طه; * 7. April 1968 in Homs, Syrien) ist ein syrischer Komponist, Oudspieler und Hornist. Hassan Taha ist neben Basilius Alawad, Kinan Azmeh, Shafi Badreddin, Zaid Jabri, Raad Khalaf und Kareem Roustom einer der bemerkenswerten Vertreter der sogenannten zweiten Generation syrischer Komponisten um die Wende des 20. und 21. Jahrhunderts. Mit dem Schaffen der Komponisten ist das Aufkommen „avantgardistischer“ Tendenzen in der syrischen arabischen Musik verbunden.
In Tahas Werken werden neue Wege der Entwicklung der syrischen Musik realisiert, die eine weitere Ebene der Synthese traditioneller Modelle europäischer und arabischer Musik widerspiegeln, indem diese Traditionen und zeitgenössische Intonationssysteme zusammengeführt werden.
Tahas musikalische Werke wurden in Syrien, Libanon, Tunesien, Frankreich, Litauen, Malta, Großbritannien, Deutschland und in der Schweiz aufgeführt. Darüber hinaus wurden seine Kompositionen in das musikalische Repertoire des Syrischen Nationalen Symphonieorchesters aufgenommen, wo er als Komponist, Solist und Musiker sowohl mit klassischen als auch mit modernen Kompositionen auftrat.
Seit 2010 lebt und arbeitet Taha in der Schweiz.

## Leben und Werk
Hassan Taha wurde 1968 in der Stadt Homs (Syrien) in einer musikalischen Familie geboren. Bereits in der frühen Kindheit zeigte er herausragende musikalische Fähigkeiten. Von Kindheit an spielte er die Oud. Ein inspirierendes Vorbild war für ihn sein Onkel Samih Taha, der ein bekannter Interpret auf der Oud in Homs war. Bereits in seiner Schulzeit träumte Hassan Taha davon, ein professioneller Musiker zu werden. Seine Eltern unterstützten das Interesse des Kindes an Musik und fanden für ihn einen professionellen Musiklehrer im befreundeten Musiker Hani Shammout. Er war damals der einzige Musikpädagoge und Cellist mit akademischer Ausbildung in Homs. Shammout hatte klassische Musik im Konservatorium Kairo und in Mailand studiert. Unter dessen Anleitung erhielt der junge Hassan Taha den ersten Unterricht in Musiktheorie sowie europäischer Harmonielehre und lernte die Werke von Johann Sebastian Bach, Wolfgang Amadeus Mozart, Ludwig van Beethoven kennen. So konnte Hassan Taha sich für das Studium an der Hochschule für Musik in Damaskus vorbereiten. Aber zuerst nahm er den Rat seiner Eltern an und begann nach dem Schulabschluss eine medizinische Ausbildung als Gesundheitspfleger.

### Studium der Musik
Nach dem Abschluss der medizinischen Ausbildung im Jahr 1993 ging Hassan Taha nach Damaskus, wo er Oud in der Hochschule für Musik und Theater studierte. Der Rektor der Hochschule, Solhi al-Wadi, der sich mit der Ausbildung von Musikern für das 1991 gegründete Syrische Nationale Symphonie-Orchester beschäftigte, lag Hassan Taha nahe auch das Horn zu studieren. Nach seinem Abschluss an der Hochschule für Musik und Theater arbeitete Hassan Taha weiterhin im Orchester. 2003 erhielt Hassan Taha die Möglichkeit sein Musikstudium in Westeuropa fortzusetzen. Er schrieb sich für ein Postgraduiertenstudium in Komposition bei Professor John Slangen am Conservatorium Maastricht in den Niederlanden ein. Nach dem Studiumabschluss kehrte Hassan Taha nach Syrien zurück.

### Komponist, Musiker und Musikpädagoge in Syrien
In Syrien arbeitete Taha für das Syrische Nationale Symphonieorchester und schaffte eigene musikalische Werke. Im Jahr 2007 komponierte Taha sein erstes Klavierkonzert, das auch das erste Klavierkonzert in der gegenwärtigen syrischen Musikgeschichte war. Die Uraufführung fand im Jahr 2008 im Opernhaus Damaskus im Rahmen der Kulturhauptstadt der Arabischen Welt 2008 statt. Im Januar 2008 fand im selben Haus ein Konzert mit Werken des Komponisten statt. 2009 wurde seine Komposition „Makamphony“ während des ersten Festivals orientalischer Musik im Opernhaus Damaskus aufgeführt. Im selben Jahr wurde sein Werk „Kadmos und Europa“ von einer Gruppe syrischer und europäischer Musiker bei den Feierlichkeiten zum 30. Jahrestag der Zusammenarbeit zwischen Syrien und der Europäischen Union aufgeführt.
Mehr als 10 Jahre war Taha Professor im Fach Orchestrierung für die Studenten der Hochschule für Musik und parallel als Dozent für Musikgeschichte an der Hochschule für Theaterwissenschaft in Damaskus tätig. 2007 und 2008 organisierten er und der österreichische Komponist Stefan Höll Workshops für die Studierenden, um der jungen Generation syrischer Musiker den Zugang zur zeitgenössischen Musik zu eröffnen und anhand der praktischen Umsetzung die besonderen Spielformen und Klangfarben näher zu bringen.
Für arabischsprachige Musikzeitschriften schrieb Taha wissenschaftliche Artikel über die moderne arabische Musikkultur und Musikgeschichte. 2005 nahm er an dem Kultur-Symposium „Arab-European Dialogue“ in Tunis teil.
Schon als Student entdeckte Taha seine Leidenschaft und Begeisterung für das Theater. 1997 entstand eine seiner ersten theatralischen Kompositionen für Saxofon, Klavier, Kontrabass, Percussion, Sänger und Chor, inspiriert durch „Les nègres“/„Die Neger“ des französischen Romanautors, Dramatikers und Dichters Jean Genet. Insgesamt hat Taha mehr als 100 Werke für Theateraufführungen und TV-Produktionen komponiert.

### Komponist und Musiker in der Schweiz
Im Jahr 2010 nahm er am Programm „Artist in Residence“ der Kulturstiftung Pro Helvetia in der Schweiz teil. 2011 fand am Gare du Nord Experimental Center for Contemporary Music in Basel die Uraufführung seiner Komposition „Würfelspieler“ nach Gedichten und Texten von Mahmoud Darwish statt. Im Rahmen von Meisterkursen arbeitete Hassan Taha mit Komponisten wie Vinko Globokar, Helmut Oehring und Theaterregisseur Matthias Rebstock zusammen.
Der Bürgerkrieg in Syrien verhinderte die Rückkehr des Musikers und seiner Frau, der Sängerin Najat Suleiman, nach Syrien. Hassan Taha lebt und arbeitet seither in Bern, wo er 2012 einen Master in Komposition der Hochschule der Künste erhielt (Mentoring: Xavier Dayer und Christian Henking). Zusätzlich erlangte er ein Stipendium der Fondation Nicati-de Luze, Lausanne. Seine Komposition „Into the Ocean“ wurde 2012 bei der Biennale Bern und dem Swiss Contemporary Music Festival „OggiMusica“ in Lugano uraufgeführt.
Im Jahr 2018 stellte Hassan Taha zusammen mit dem Ensemble „Brunnen & Brücken“, geleitet von Hans Martin Stähli sein musikalisches Projekt „Alrozana“ (arabisch „الروزانا“) vor, eine Synthese aus syrischer und schweizerischer Volksmusik.
In neuen Werken von Hassan Taha, die in der Schweiz entstanden sind, erkennt man die Veränderungen seines Musikstils. In seinen Kompositionen verschmelzen sich westliche und syrische Musiktraditionen so, dass seine Musik sich keiner bestimmten Tradition mehr zuordnen lässt. Der Komponist arbeitet immer mehr im Grenzbereich zwischen Musik und Theater. Im Bereich der Neuen Musik und des Musiktheaters entwickelt er seine aktuellen Werke.

## Kompositionen

### Werke für Orchester
| 2000 | - Mari für Kanun und Kammerorchester                                                                          |
| 2005 | - Folk dance für Streichorchester und orientalische Instrumente                                               |
| 2006 | - Suite No.1 (to Najat) für Streichorchester und orientalische Instrumente                                    |
| 2007 | - Konzert für Klavier und Sinfonieorchester                                                                   |
| 2009 | - Kadmus and Europa für Klarinette, Horn, Klavier, Percussion, Streichorchester und orientalische Instrumente |

### Kammermusik
| 2002 | - Sonata für Horn und Klavier - Sophi hymn für Klarinette, Klavier und Chor                                                        |
| 2006 | - Samaii Chromatic für Oud, Klarinette, Horn, Cello und Klavier                                                                    |
| 2007 | - Streichquartett No.1 |
| 2011 | - Der Würfelspieler für Sänger, Santur, Bratsche, Zarb und Bassklarinette                                                          |
| 2019 | - Das angebundene Boot für Oboe, Horn, Violine und Klavier                                                                         |
| 2021 | - Aus der Ferne für Nay, Kanun, Violine, Viola, Kontrabass und Perkussion - Keinen Kompromiss (No compromise) für Oboe und Violine |
| 2023 | - Am Ufer der Aare für 8 Hörner und Alphorn                                                                                        |

### Solostücke
| 1990 | - Samaii für Oud                          |
| 2003 | - Three shorts pieces für Klarinette      |
| 2006 | - Pavane für Violine - Samaii für Violine |
| 2016 | - Verzerrung für Oud                      |

### Bühnenmusik
| 1995 | - Komposition für Blechbläserquintett, Gitarre und Percussion in „Don Quijote“ von Miguel de Cervantes – Regie: Samir Osma - Haus der Kultur und Kunst, Homs                                                                                          |
| 1997 | - Komposition für Chor, Klavier, Percussion und Streichorchester in „Hamlet ohne Hamlet“ von Khazal al-Majidi - Regie: Naji Abdul Amir - Theater Al-Hamra, Damaskus                                                                                   |
| 1998 | - Komposition für Saxofon, Klavier, Kontrabass, Percussion, Sänger und Chor in „Die Neger“ von Jean Genet – Regie: Naji Abdul Amir, Theater Abu Khalil Al-Qabbani, Damaskus                                                                           |
| 2001 | - Komposition für Streichquartett, orientalische Percussion, Arghul (traditionelles syrisches Instrument) in „Kahrab“ von Basim Kahar – Regie: Basim Kahar - Theater Abu Khalil Al-Qabbani, Damaskus – Stadttheater Beirut - Fawanees Festival, Amman |
| 2001 | - Komposition für Sänger, Klarinette, Cello, Schlagzeug und Tuba in „Awa“ (Kindertheater) von Amal Hwijeeh - Regie: Amal Hwijeeh - Theater Abu Khalil Al-Qabbani, Damaskus                                                                            |
| 2006 | - Komposition für Sänger, Akkordeon, Solo-Trompete, Solo-Cello, Schlagzeug und Streichorchester in „Trunkene Tage“ von Saadallah Wannous – Regie: Basim Kahar - Theater Ramita, Damaskus                                                              |
| 2008 | - Komposition für Klavier, Blechbläserquintett, Vibraphon und Schlagzeug in „Ein Volksfeind“ von Henrik Ibsen – Regie: Yasser Abdel Latif - Opernhaus, Damaskus.                                                                                      |
| 2009 | - Streichquartett, Klavier, Solo-Oboe und Kammerorchester in „Chekhov“ von Talal Nasreddin – Regie: Talal Nasreddin - Theater Abu Khalil Al-Qabbani, Damaskus                                                                                         |

### Musiktheater (Performances)
| 2011 | - The multifaceted storyteller für Flöte/Sprecher, Marimba und Fass/Sprecher, Tamtam und Fass/Sprecher und Tabla/Sprecher - The speech für eine Uniform und Solo-Schlagzeuger |
| 2012 | - The birth für Vibraphon/Sprecher, Cello/Sprecher, Sprecher, Bassklarinette, Bassflöte und drei Fässer - The puppets für zwei Fässer mit zwei Puppen, Toy Piano, Bassklarinette und Marimba - The Bathroom für Sprecher/Schauspiel und Bodypercussion, Waschzuber, Wasser, Nargile, zwei Fässer, Vibraphon, Bass Drum und Tamtam - Into the ocean für Sänger/Sprecher, Snatur/Sprecher, Viola/Sprecher und Bassklarinette/Sprecher |